# Dmitri Khokhlov
Pour les articles homonymes, voir Khokhlov.
Dmitri Valeriévitch Khokhlov (en russe : Дми́трий Вале́рьевич Хохло́в), né le 22 décembre 1975 à Krasnodar, est un footballeur international russe ayant évolué au poste de milieu de terrain entre 1993 et 2010 avant de se reconvertir comme entraîneur.

## Biographie

### Carrière d'entraîneur
Dès la fin de sa carrière, Khokhlov reste au sein du Dynamo Moscou où il intègre dans un premier temps l'encadrement technique en tant qu'entraîneur adjoint de Miodrag Božović puis de Sergueï Silkine. Il dirige à partir de juin 2012 l'équipe des jeunes du club avant d'occuper temporairement le poste d'entraîneur principal de l'équipe première au mois d'août entre le départ de Silkine et son remplacement par Dan Petrescu. L'arrivée de ce dernier voit Khokhlov devenir son principal adjoint au club. À l'issue de la  saison 2012-2013, il retrouve finalement son poste d'entraîneur des équipes de jeunes en juin 2013. Sous sa direction l'équipe remporte deux fois le championnat russe des jeunes en 2014 et 2015. Après cette deuxième victoire il quitte finalement le club en juin 2015.
Dans la foulée de son départ du Dynamo, Khokhlov est nommé entraîneur du Kouban Krasnodar pour la saison 2015-2016. Un mauvais début d'exercice le voyant concéder quatre matchs nuls et quatre défaites en huit matchs de championnat, il est renvoyé dès la mi-septembre après seulement trois mois. Il reste par la suite inactif pendant un peu plus d'un an avant de faire son retour au Dynamo Moscou en janvier 2017 en devenant l'entraîneur de l'équipe réserve du club, le Dynamo-2, en troisième division. Il l'amène à la quatrième position dans le groupe Ouest à l'issue de la saison. Par la suite la réserve est dissoute et transférée dans le championnat des jeunes, où Khokhlov conserve sa position d'entraîneur.
À la suite du renvoi de l'entraîneur de l'équipe première Yuriy Kalitvintsev en octobre 2017, Khokhlov est nommé à sa place dans la foulée. Il amène par la suite le Dynamo au maintien deux ans d'affilée en championnat avec une huitième place en 2018 et une douzième position en 2019. Après un mauvais début d'saison 2019-2020 qui voit le club pointer en avant-dernière position en championnat avec dix points en douze journées, il démissionne de son poste au début du mois d'octobre 2019.
Après une année et demie sans banc, Khokhlov prend la tête du Rotor Volgograd, fraîchement relégué de la première division, à la fin du mois de mai 2021. Le club connaît cependant un début de saison 2021-2022 très compliqué qui amène à son départ dès le mois de novembre, l'équipe se plaçant alors aux portes de la zone de relégation.

## Statistiques

### Statistiques de joueur
| Saison                | Club                  | Championnat           | Championnat | Championnat | Coupe(s) nationale(s) | Coupe(s) nationale(s) | Compétition(s) continentale(s) | Compétition(s) continentale(s) | Compétition(s) continentale(s) | Total | Total |
| Saison                | Club                  | Division              | M.          | B.          | M.                    | B.                    | Comp.                          | M.                             | B.                             | M.    | B.    |
| 1993                  | CSKA Moscou           | D1                    | 1           | 0           | 1                     | 0                     | -                              | -                              | -                              | 2     | 0     |
| 1994                  | CSKA Moscou           | D1                    | 1           | 0           | -                     | -                     | -                              | -                              | -                              | 1     | 0     |
| 1995                  | CSKA Moscou           | D1                    | 30          | 5           | 2                     | 0                     | -                              | -                              | -                              | 32    | 5     |
| 1996                  | CSKA Moscou           | D1                    | 30          | 10          | -                     | -                     | C3                             | 3                              | 0                              | 33    | 10    |
| Sous-total            | Sous-total            | Sous-total            | 62          | 15          | 3                     | 0                     | -                              | 3                              | 0                              | 68    | 15    |
| 1997                  | Torpedo Moscou        | D1                    | 33          | 9           | 3                     | 3                     | CI                             | 5                              | 1                              | 41    | 13    |
| Sous-total            | Sous-total            | Sous-total            | 33          | 9           | 3                     | 3                     | -                              | 5                              | 1                              | 41    | 13    |
| 1997-1998             | PSV Eindhoven         | D1                    | 14          | 1           | 3                     | 1                     | -                              | -                              | -                              | 17    | 2     |
| 1998-1999             | PSV Eindhoven         | D1                    | 33          | 5           | -                     | -                     | C1                             | 8                              | 2                              | 41    | 7     |
| 1999-2000             | PSV Eindhoven         | D1                    | 13          | 3           | -                     | -                     | C1                             | 6                              | 1                              | 19    | 4     |
| Sous-total            | Sous-total            | Sous-total            | 60          | 9           | 3                     | 1                     | -                              | 14                             | 3                              | 77    | 13    |
| 1999-2000             | Real Sociedad         | D1                    | 21          | 3           | -                     | -                     | -                              | -                              | -                              | 21    | 3     |
| 2000-2001             | Real Sociedad         | D1                    | 37          | 4           | 1                     | 1                     | -                              | -                              | -                              | 38    | 5     |
| 2001-2002             | Real Sociedad         | D1                    | 35          | 5           | 1                     | 0                     | -                              | -                              | -                              | 36    | 5     |
| 2002-2003             | Real Sociedad         | D1                    | 18          | 2           | -                     | -                     | -                              | -                              | -                              | 18    | 2     |
| Sous-total            | Sous-total            | Sous-total            | 111         | 14          | 2                     | 1                     | -                              | -                              | -                              | 113   | 15    |
| 2003                  | Lokomotiv Moscou      | D1                    | 14          | 2           | 1                     | 0                     | C1                             | 8                              | 1                              | 23    | 3     |
| 2004                  | Lokomotiv Moscou      | D1                    | 24          | 6           | 3                     | 1                     | C1                             | 1                              | 0                              | 28    | 7     |
| 2005                  | Lokomotiv Moscou      | D1                    | 30          | 3           | 1                     | 0                     | C1+C3                          | 4+3                            | 0                              | 38    | 3     |
| Sous-total            | Sous-total            | Sous-total            | 68          | 11          | 5                     | 1                     | -                              | 16                             | 1                              | 89    | 13    |
| 2006                  | Dynamo Moscou         | D1                    | 25          | 2           | 4                     | 0                     | -                              | -                              | -                              | 29    | 2     |
| 2007                  | Dynamo Moscou         | D1                    | 29          | 4           | 4                     | 2                     | -                              | -                              | -                              | 33    | 6     |
| 2008                  | Dynamo Moscou         | D1                    | 27          | 2           | 1                     | 0                     | -                              | -                              | -                              | 28    | 2     |
| 2009                  | Dynamo Moscou         | D1                    | 29          | 2           | 3                     | 2                     | C1+C3                          | 1+2                            | 0                              | 35    | 4     |
| 2010                  | Dynamo Moscou         | D1                    | 20          | 1           | 2                     | 1                     | -                              | -                              | -                              | 22    | 2     |
| Sous-total            | Sous-total            | Sous-total            | 130         | 11          | 14                    | 5                     | -                              | 3                              | 0                              | 147   | 16    |
| Total sur la carrière | Total sur la carrière | Total sur la carrière | 464         | 69          | 30                    | 11                    | -                              | 41                             | 5                              | 535   | 85    |

### Statistiques d'entraîneur
| Dynamo Moscou (intérim) | 6 août 2012     | 19 août 2012      | 3   | 1  | 0  | 2  | 33,3 |
| Kouban Krasnodar        | 10 juin 2015    | 16 septembre 2015 | 8   | 0  | 4  | 4  | 0,0  |
| Dynamo-2 Moscou         | 10 janvier 2017 | 30 juin 2017      | 26  | 13 | 4  | 9  | 50,0 |
| Dynamo Moscou           | 7 octobre 2017  | 5 octobre 2019    | 63  | 17 | 25 | 21 | 27,0 |
| Rotor Volgograd         | 1er juin 2021   | 18 novembre 2021  | 25  | 6  | 12 | 7  | 24,0 |
| FK Sotchi               | 10 avril 2023   | 17 septembre 2023 | 19  | 5  | 1  | 13 | 26,3 |
| Total                   | Total           | Total             | 144 | 42 | 46 | 56 | 29,2 |

## Palmarès
- Russie
  - 53 sélections et 6 buts en équipe de Russie entre 1996 et 2005
  - Participation à la coupe du monde 2002.
  - Participation à l'Euro 1996.

- PSV Eindhoven
  - Vainqueur du championnat des Pays-Bas 2000

- Lokomotiv Moscou
  - Vainqueur du championnat de Russie 2004
  - Vainqueur de la Supercoupe de Russie en 2005